# Cengiz Ünder
Cengiz Ünder (ur. 14 lipca 1997 w Balıkesir) – turecki piłkarz grający na pozycji napastnika w tureckim klubie Fenerbahçe SK oraz w reprezentacji Turcji.

## Życiorys
W czasach juniorskich trenował w Bucasporze (2007–2013) i Altınordu SK (2013–2014). W latach 2014–2016 był piłkarzem seniorskiego zespołu tego ostatniego. 1 lipca 2016 dołączył do İstanbul Başakşehir. W rozgrywkach Süper Lig zadebiutował 21 sierpnia 2016 w wygranym 1:0 spotkaniu z Fenerbahçe SK. W sumie w sezonie 2016/2017 rozegrał w nich 32 mecze, w których zdobył 7 bramek. 16 lipca 2017 odszedł za około 13,4 miliona euro do włoskiego AS Roma. Jego pierwszym meczem w Serie A było przegrane 1:3 spotkanie z Interem Mediolan, które odbyło się 26 sierpnia 2017. Na boisko wszedł w 83. minucie, zmieniając Daniele De Rossiego. Pierwszego gola w lidze zdobył 4 lutego 2018 przeciwko Hellas Verona (1:0 dla Romy).
20 września 2020 został wypożyczony na jeden sezon do Leicester City z możliwością wykupu. 4 lipca 2021 został wypożyczony do Olympique Marsylia. Po zakończeniu wypożyczenia został wykupiony przez Olympique. 13 sierpnia 2023 odszedł za 15 milionów euro do Fenerbahçe SK.
W reprezentacji Turcji zadebiutował 12 listopada 2016 w wygranym 2:0 meczu z Kosowem. Na boisku pojawił się w 76. minucie, zastępując Volkana Şena.